# Géza de Hungría
Géza de Hungría (c. 945-1 de febrero de 997). El gran príncipe (en húngaro: nagyfejedelem) de los magiares (972-997). Descendiente de Árpád, era el hijo mayor de Taxón, gran príncipe de los húngaros. Su madre, según Bele Regis Notarius, cronista anónimo de la Gesta Hungarorum, es llamada «mujer de la tierra de los cumanos». Esta referencia anacrónica a los cumanos sugiere que era de origen jázaro, pechenego o búlgaro.

## Biografía
Conocido en latín como "dux ungarorum" (príncipe de los húngaros), fue el jefe supremo nominal de las siete tribus magiares y de las tierras situadas en la cuenca de los Cárpatos. Intentó integrar a Hungría dentro de la Europa cristiana (Occidente), sentando las bases para la construcción del Estado según el modelo occidental, y permitió la llegada de misioneros cristianos al Principado de Hungría, luego de firmar un tratado de paz en 973 con el emperador germánico Otón I en Quedlinburg. 
Al mismo tiempo, organizó el poder central. Durante sus 25 años de reinado, apenas mantuvo guerra contra alguna de las naciones vecinas. Su política pacifista fue reforzada por los matrimonios dinásticos (lo que era bastante natural para la época) entre sus hijos y miembros de otras casas reales, todo ello con el fin de reafirmar la autoridad de los magiares en la Depresión de Panonia. Los esfuerzos de Géza por instaurar un poder central estable y por garantizar el trono a su hijo no tuvieron mucho éxito, ya que tuvo que compartir el reino con otros miembros de su familia.

### Géza y el cristianismo
En relación con la adopción del cristianismo, fue de vital importancia la cuestión de si Hungría se uniría a Roma o bien a la Iglesia ortodoxa. Si bien, años antes (hacia 948) la nobleza húngara había establecido ciertos lazos con la Iglesia bizantina, no existía un precedente importante de cristianización para la época en la que Géza tomó el mando. El jefe tribal húngaro Gyula de Transilvania, se había bautizado en Constantinopla y había llevado a sus dominios al obispo griego Hierotheos para que evangelizase a su corte. Puesto que era uno de los jefes tribales húngaros más poderosos de la época, Géza tomó como esposa a su hija Sarolta, quien ya se había criado según la fe ortodoxa. 
En otoño de 974, san Adalberto de Praga arribó a Hungría y cristianizó a Géza y a su familia según la fe católica. Tanto Géza como su hijo Vajk tomaron ambos el nombre cristiano de "Esteban", aunque el único que posteriormente fue conocido como Esteban fue Vajk,  el rey Esteban I de Hungría. Por otra parte, el hermano menor de Géza, (según el medievalista húngaro György Györffy probablemente se habría llamado Béla), también adoptó un nombre cristiano, Miguel, por el cual se le conocería igualmente. Géza fundó la ciudad de Esztergom y comenzó la construcción de la Abadía de Pannonhalma en la cima de la colina de San Martín, donde siglos antes habría nacido el obispo Martín de Tours.
Durante las décadas siguientes llegarían incontables misioneros al Principado de Hungría, entre ellos el arzobispo de Maguncia, Bruno de Querfurt, enviado por el papa Silvestre II para extender la Iglesia romana en la zona. Posteriormente en 996 regresó Adalberto de Praga, pero en esa ocasión con su discípulo Anastasio, de la orden benedictina, que permaneció en Hungría hasta su muerte, ocupando cargos como obispo y arzobispo.  
Esta decisión de convertirse al catolicismo habría estado motivada por razones diplomáticas. La última de las incursiones húngaras estuvo dirigida contra el sudeste, lo que empeoró las relaciones con Bizancio. La anexión de Bulgaria pudo haber sido una advertencia del emperador bizantino dirigida al principado húngaro. 
En 996 permitió a la Orden benedictina fundar la abadía de Pannonhalma, base para la conversión al cristianismo de los magiares.
Murió en 997 y su hijo Esteban continuó su obra creando el Reino de Hungría.

### Las sucesiones del trono húngaro
Al morir, el príncipe Cupan -también descendiente de Árpad- pretendió el trono húngaro y deslegitimizó al hijo de Géza, San Esteban. En la sucesión húngara prevaleció el principio del senioratus, es decir, la primacía del primogénito. Cupan reclamó asimismo a la viuda de Géza, Sarolta. La voluntad de Géza, de que su hijo heredara el trono, violaba el derecho tradicional.
Igualmente se estableció una dinastía al nombrar a su hijo Vajk (más tarde llamado Esteban) como su sucesor. Esto fue contrario a la tradición entonces dominante de que sucediera el superviviente de más edad de la familia gobernante.

### Familia y descendientes
Si bien para la época de Géza existían registros históricos, muchos se perdieron a través de los años en las invasiones mongolas y turcas, por lo que existe un vacío de nombres y personajes históricos. Sin embargo entre los hijos e hijas de Géza destacaron:
- Rey Esteban I de Hungría (1000-1038)
- Hija de nombre desconocido (probablemente Piroska o Carlota), esposa del rey Samuel Aba de Hungría.
- Hija de nombre desconocido (probablemente Gisela o María), madre del rey Pedro Orseolo de Hungría.
- Helena (986 - 1026)
- Judit (973 - 1020)